# Берг, Клаус
Клаус Берг (дат. Klaus Berg; род. 3 мая 1960) — датский шахматист, международный мастер (1983).
В составе сборной Дании участник 29-й Олимпиады (1990) в Нови-Саде и 10-го командного чемпионата Европы (1992) в Дебрецене.

## Изменения рейтинга
| Графики недоступны из-за технических проблем. См. информацию на Фабрикаторе и на mediawiki.org. |